# Loboptera penirobusta
Loboptera penirobusta är en kackerlacksart som beskrevs av Martin och Izquierdo 1999. Loboptera penirobusta ingår i släktet Loboptera och familjen småkackerlackor. Inga underarter finns listade i Catalogue of Life.